# Futbola klubs Liepāja
Il Futbola Klubs Liepāja, più comunemente noto come Liepāja, è una società calcistica lettone con sede nella città di Liepāja. Milita nella Virslīga, la massima divisione del campionato lettone, che ha vinto nel 2015.

## Storia
Il Futbola klubs Liepāja è stato fondato nel marzo 2014 per assicurare alla città di Liepāja una società calcistica in massima serie dopo lo scioglimento per bancarotta del Liepājas Metalurgs, avvenuto nel novembre 2013. Il FK Liepāja ha incorporato tutti i giocatori, inclusa la squadra giovanile, del disciolto club, così come il diritto di partecipazione alla Virslīga 2014. Il principale sponsor della società è il comune di Liepāja, che si era speso in prima linea con la Federazione calcistica della Lettonia per assicurare al FK Liepāja il posto in massima serie. La presidenza della società è stata assegnata a Māris Verpakovskis, uno dei più famosi calciatori lettoni degli ultimi anni.
Alla sua prima stagione in Virslīga il Liepāja ha concluso al quarto posto, senza poter essere ammesso alla UEFA Europa League, poiché per regolamento una società deve essere affiliata alla propria federazione da almeno tre anni per poter accedere alle competizioni UEFA.
Ha conquistato il titolo di campione di Lettonia nel 2015, vincendo la Virslīga con due giornate di anticipo e con sette punti di vantaggio sullo Skonto Riga, classificatosi al secondo posto.
Nella stagione successiva, aperta con la vittoria in Coppa di Lega, la prima esperienza in Champions League si chiude al secondo turno, dove il Liepaja esce contro il RB Salisburgo. In campionato la squadra termina al quarto posto.
Nel 2017 si classifica secondo in Virslīga e vince la Coppa di Lettonia battendo in finale il Riga FC.
Negli anni successivi ottiene piazzamenti da media classifica: 4° nel 2018 con 51 punti, 6° nel 2019 con 39 punti e 5° nel 2020 con 42 punti. Sempre nel 2020 vince per la seconda volta la Coppa di Lettonia, prevalendo sul Ventspils per 1-0 ai supplementari.
Nel 2021 arriva terzo in Virslīga e in finale di Latvijas kauss, persa 1-0 contro il RFS Riga. Si classifica al quarto posto nel campionato 2022.

## Palmarès

### Competizioni nazionali
- Campionato lettone: 1

2015
- Coppa di Lettonia: 2

2017, 2020
- Coppa di Lega lettone: 1

2016

### Altri piazzamenti
- Campionato lettone:

Secondo posto: 2017
Terzo posto: 2021
- Coppa di Lettonia:

Finalista: 2021
Semifinalista: 2014-2015, 2023
- Coppa di Lega lettone:

Finalista: 2015
Secondo posto: 2017

## Statistiche e record

### Partecipazione ai campionati
| Livello | Categoria | Partecipazioni | Debutto | Ultima stagione | Totale |
| ------- | --------- | -------------- | ------- | --------------- | ------ |
| 1º      | Virslīga  | 10             | 2014    | 2023            | 10     |

### Coppe europee
Il Liepaja conta 5 partecipazioni alle coppe europee:
- 1 in Champions League (stagione 2016-2017)
  - Miglior risultato: 2º turno di qualificazione.
- 3 in Europa League (esordio nella stagione 2017-2018, ultima partecipazione nella stagione 2019-2020).
  - Miglior risultato: 2º turno di qualificazione (2017-2018 e 2019-2020).
- 2 in Conference League (esordio nella stagione 2021-2022, ultima partecipazione nella stagione 2022-2023).
  - Miglior risultato: 2º turno di qualificazione.

| Competizione      | GP | V | P | S  | GF | GS |
| ----------------- | -- | - | - | -- | -- | -- |
| Champions League  | 2  | 0 | 0 | 2  | 0  | 3  |
| Europa League     | 10 | 4 | 1 | 5  | 9  | 14 |
| Conference League | 8  | 2 | 3 | 3  | 8  | 8  |
| Totale            | 20 | 6 | 4 | 10 | 17 | 25 |

## Organico

### Rosa 2022
Aggiornata al 30 giugno 2022.
| N. |                         | Ruolo | Calciatore         |
| -- | ----------------------- | ----- | ------------------ |
| 4  | Brasile (bandiera)      | D     | Marquinhos Pedroso |
| 5  | Argentina (bandiera)    | C     | Leonel Strumia     |
| 6  | Lettonia (bandiera)     | D     | Krišs Kārkliņš     |
| 7  | Brasile (bandiera)      | C     | Lucas Villela      |
| 8  | Serbia (bandiera)       | A     | Nemanja Belaković  |
| 9  | Brasile (bandiera)      | A     | Dodô               |
| 10 | Lettonia (bandiera)     | D     | Eduards Tīdenbergs |
| 10 | Albania (bandiera)      | C     | Ardit Deliu        |
| 11 | Lettonia (bandiera)     | D     | Roberts Savaļnieks |
| 12 | Lettonia (bandiera)     | P     | Krišjānis Zviedris |
| 13 | Serbia (bandiera)       | P     | Luka Radotić       |
| 17 | RD del Congo (bandiera) | A     | Gauthier Mankenda  |
| 18 | Lettonia (bandiera)     | A     | Ēriks Punculs      |
| 21 | Uruguay (bandiera)      | D     | Martín Marta       |

| N. |                                 | Ruolo | Calciatore         |
| -- | ------------------------------- | ----- | ------------------ |
| 22 | Nigeria (bandiera)              | C     | Hogan Ukpa         |
| 23 | Slovenia (bandiera)             | C     | Nik Kapun          |
| 23 | Lettonia (bandiera)             | A     | Daniils Hvoiņickis |
| 25 | Lettonia (bandiera)             | A     | Artūrs Karašausks  |
| 27 | Lettonia (bandiera)             | D     | Vjačeslavs Isajevs |
| 30 | Lettonia (bandiera)             | A     | Marks Kurtišs      |
| 32 | Lettonia (bandiera)             | P     | Ņikita Pinčuks     |
| 33 | Senegal (bandiera)              | D     | Seydina Keita      |
| 44 | Bosnia ed Erzegovina (bandiera) | D     | Kenan Hreljić      |
| 49 | Lettonia (bandiera)             | C     | Mārtiņš Ķigurs     |
| 50 | Ucraina (bandiera)              | C     | Jurij Tkačuk       |
| 55 | Montenegro (bandiera)           | D     | Marko Simić        |
| 62 | Bielorussia (bandiera)          | A     | Michail Hardzejčuk |
| 98 | Belgio (bandiera)               | A     | Jordy Soladio      |

### Rosa 2020
| N. |                        | Ruolo | Calciatore         |
| -- | ---------------------- | ----- | ------------------ |
| 1  | Ucraina (bandiera)     | P     | Oleksandr Rybka    |
| 2  | Lettonia (bandiera)    | D     | Vadims Žuļevs      |
| 4  | Bielorussia (bandiera) | A     | Valeryj Harbačyk   |
| 5  | Argentina (bandiera)   | C     | Leandro Teijo      |
| 6  | Ghana (bandiera)       | C     | Seidu Yahaya       |
| 7  | Nigeria (bandiera)     | C     | Abdullahi Alfa     |
| 8  | Bielorussia (bandiera) | C     | Jaŭhen Bjarozkin   |
| 9  | Brasile (bandiera)     | A     | Dodô               |
| 10 | Lettonia (bandiera)    | D     | Eduards Tīdenbergs |
| 11 | Lettonia (bandiera)    | A     | Artūrs Karašausks  |
| 12 | Lettonia (bandiera)    | P     | Krišjānis Zviedris |
| 13 | Lettonia (bandiera)    | D     | Raivis Jurkovskis  |
| 17 | Nigeria (bandiera)     | C     | Israel Ola         |

| N. |                       | Ruolo | Calciatore                |
| -- | --------------------- | ----- | ------------------------- |
| 19 | Lettonia (bandiera)   | C     | Kristers Cudars           |
| 20 | Lettonia (bandiera)   | C     | Cristian Torres           |
| 21 | Serbia (bandiera)     | D     | Milan Joksimović          |
| 22 | Ghana (bandiera)      | C     | Ukpa Effiong              |
| 26 | Lettonia (bandiera)   | D     | Deniss Ivanovs (capitano) |
| 31 | Lettonia (bandiera)   | P     | Valentīns Raļkevičs       |
| 33 | Senegal (bandiera)    | D     | Seydina Keita             |
| 35 | Lettonia (bandiera)   | D     | Roberts Zelmanis          |
| 49 | Lettonia (bandiera)   | C     | Mārtiņš Ķigurs            |
| 55 | Montenegro (bandiera) | D     | Marko Simić               |
| 67 | Lettonia (bandiera)   | C     | Ingars Stuglis            |
| 77 | Nigeria (bandiera)    | A     | Richard Friday            |